# Cerro Penitentes (Santa Cruz)
El cerro Penitentes es una montaña de la cordillera de los Andes, ubicada en el departamento Río Chico, provincia de Santa Cruz, Argentina. Posee 2943 m s. n. m. y se ubica cerca del límite con Chile a 8 km al sur del cerro San Lorenzo
Ubicado cerca del límite norte del parque nacional Perito Moreno, las aguas provenientes del cerro producto del deshielo (como el río Penitentes y el río Lácteo), son afluentes del lago Volcán y del río Volcán (respectivamente), que forman parte de la cuenca del río Pascua, que desemboca en el Océano Pacífico en territorio chileno.